# Flick of the Switch
A Flick of the Switch az ausztrál AC/DC együttes tizedik albuma, amely 1983 augusztusában jelent meg az Atlantic Records gondozásában. Ez volt az első lemez, amelynek maga a zenekar volt a producere, főleg a ritmusgitáros Malcolm Young. El akartak távolodni az előző két sikerlemez (Back in Black, For Those About to Rock) túlcsiszolt hangzásától, visszatérni az alapokhoz.

## Történet
A Flick of the Switch albumot ugyanúgy a Bahamákon vették fel, mint a klasszikus Back in Blacket, az eredmény viszont az 1978-as Powerage c. albumukat idézte, ami a kiadónak a legkevésbé sem tetszett, hiszen a kész lemezen nem találtak egyetlen slágernek való dalt sem, amivel futtathatták volna az albumot. A szólógitáros Angus Young által rajzolt egyszerű borítógrafika is vitákat váltott ki az együttes és a kiadó között. A lemez végül nem kapott elég támogatást a kiadótól, így nem tudta megismételni az előző nagylemezeik milliós sikereit. Az LP Ausztráliában 3., Angliában 4. lett a lemezeladási listákon, de Amerikában csak a 15. helyig jutott a Billboard 200-as listáján, szemben az előző album listavezető pozíciójával.
Az 1983 áprilisában zajlott lemezfelvétel sem ment simán. Nagy volt a feszültség a csapaton belül, ami végül odáig vezetett, hogy Malcolm kirúgta a csapatból Phil Rudd dobost akinek helyét Simon Wright fogadta el. Abban az időben mindketten személyes problémákkal is küzdöttek. Malcolm az alkohol, Phil a drogok rabja volt.
A lemezbemutató turné előtt Az album négy dalához (Rising Power, Flick of the Switch, Nervous Shakedown, Guns for Hire) októberben forgattak videóklipeket. Mivel Simon Wright 1983 nyarán csatlakozott a zenekarhoz, a videóklipeken már ő látható. Az amerikai turné állomásain nem tudták megismételni a korábbi nézőszámokat, ami szintén rosszul érintette a csapatot. A Flick of the Switch lemezzel, amely öt hónappal a megjelenése után érte csak el az 500.000 eladott példányt jelentő aranylemez státuszt az USA-ban, az AC/DC kisebb hullámvölgybe került.

## Az album dalai

### Első oldal
1. "Rising Power" – 3:45
2. "This House Is on Fire" – 3:25
3. "Flick of the Switch" – 3:15
4. "Nervous Shakedown" – 4:29
5. "Landslide" – 3:59

### Második oldal
1. "Guns for Hire" – 3:26
2. "Deep in the Hole" – 3:21
3. "Bedlam in Belgium" – 3:54
4. "Badlands" – 3:40
5. "Brain Shake" – 4:09

## Közreműködők
- Brian Johnson – ének
- Angus Young – szólógitár
- Malcolm Young – ritmusgitár
- Cliff Williams – basszusgitár
- Phil Rudd – dob

## Külső hivatkozások
- Flick of the Switch – AC-DC.net
- AC/DC UK Singles – crabsodyinblue.com
- AC/DC Aus. Singles – crabsodyinblue.com
- Murray Enleheart, Arnaud Durieux: AC/DC Maximum Rock & Roll ISBN 978-963-87481-1-9 ShowTime Budapest, 2007 (magyarul)